# فرودگاه آغاجاری
فرودگاه آغاجاری (انگلیسی: Aghajari Airport) یکی از فرودگاه‌های ایران است که در استان خوزستان شهر امیدیه قرار دارد. این فرودگاه در ارتفاع ۲۷ متری از سطح دریا واقع شده‌است.

## تاریخچه
فرودگاه شرکت بهره‌برداری نفت و گاز آغاجاری فعالیت خود را در سال ۱۳۳۵ آغاز و مأموریتش حمل و نقل کالا و مسافر بین مناطق نفتی گچساران، خارک، اهواز و آبادان و تهران بوده‌است؛ و همچنین نقش جابجایی کارکنان شرکت نفت در دوران جنگ ایران و عراق را برعهده داشته‌است. بازسازی این فرودگاه در سال ۱۳۸۹ صورت گرفته‌ است. درحال حاضر این فرودگاه ،خصوصی و تحت مالکیت شرکت نفت است.

## شرکت‌های هواپیمایی و مقاصد پروازی
| شرکت‌های هواپیمایی | مقصدهای پروازی |
| ----------------- | -------------- |
| هواپیمایی پارس    | تهران          |